# Pavlina Filipova
Pavlina Filipova (cirillico Павлина Филипова; Berkovica, 20 dicembre 1975) è un'ex sciatrice nordica bulgara attiva sia nello sci di fondo sia nel biathlon, specialità nella quale colse i maggiori successi.

## Biografia

### Carriera nello sci di fondo
Iniziò praticando lo sci di fondo: prese parte a due edizioni dei Mondiali juniores e ai Mondiali di Thunder Bay 1995 (37ª nella 30 km TL e nella 15 km a inseguimento i migliori piazzamenti).
In Coppa del Mondo prese il via due volte: il 25 novembre 1995 a Vuokatti l'esordio (67ª) e il 29 dicembre successivo a Gällivare il miglior piazzamento (61ª).

### Carriera nel biathlon
Dal 1996 si dedicò al biathlon; in Coppa del Mondo ottenne il primo risultato di rilievo il 4 gennaio 1997 a Oberhof (44ª) e il primo podio il 12 dicembre 1999 a Pokljuka (3ª).
In carriera prese parte a tre edizioni dei Giochi olimpici invernali, Nagano 1998 (41ª nella sprint, 4ª nell'individuale, 16ª nella staffetta), Salt Lake City 2002 (17ª nella sprint, 12ª nell'inseguimento, 20ª nell'individuale, 4ª nella staffetta) e Torino 2006 (46ª nella sprint, 32ª nell'inseguimento, 43ª nell'individuale, 8ª nella staffetta), e a undici dei Campionati mondiali (4ª nella partenza in linea a Pokljuka 2001 il miglior piazzamento).

## Palmarès

### Biathlon

#### Coppa del Mondo
- Miglior piazzamento in classifica generale: 15ª nel 2000
- 4 podi (1 individuale, 3 a squadre[1]):
  - 4 terzi posti